# Selección de fútbol sub-17 de Australia
La selección de fútbol sub-17 de Australia es el equipo que representa al país en la Copa Mundial de Fútbol Sub-17 y anteriormente en el Campeonato Sub-17 de la OFC, ya que actualmente juega en la Campeonato Sub-16 de la AFC. Es controlada por la Federación de Fútbol de Australia.

## Historia

### Como Miembro de la OFC
Antes del 2006, Australia formaba parte de la OFC, la confederación de fútbol de Oceanía; y en ella siempre compitieron en el Campeonato Sub-17 de la OFC, pero con el inconveniente de que el torneo era muy fácil para ellos, tanto así que el único rival que les preocupaba un poco era Nueva Zelanda, y éstos estaban un paso atrás de los australianos, tanto así que ganaron el torneo continental en 10 de 11 ocasiones, con lo que clasificaron a 10 mundiales sub-17 de la categoría, siendo su mejor participación un subcampeonato en 1999 luego de perder en penales ante Brasil.

### Llegada a la AFC
Luego del mundial de Alemania 2006, Australia decidió cambiarse de confederación, rumbo a la AFC con el fin de tener más competencia y llegar al mundial con más seguridad (en el caso de la selección mayor).
Tuvieron que adaptarse a la nueva confederación, la cual era evidente que es más competitiva que la OFC y no clasificaron a 2 mundiales de la categoría consecutivos ni tampoco al torneo de la AFC del 2006. Tuvieron su primera participación en el torneo asiático en el 2008, aunque los eliminaron en los cuartos de final, por lo que no clasificaron al mundial del 2009 en Egipto. También participaron por primera vez en la copa de la ASEAN, la cual ganaron, siendo su primer título como miembros de la AFC.
Clasificaron para la copa continental en el 2010, a la cual llegaron a las semifinales y obtuvieron el boleto para el mundial del 2011 por primera vez como miembros de la AFC.

## Palmarés
- Copa Mundial de Fútbol Sub-17:
  -  Subcampeón (1): 1999.

- Campeonato Sub-17 de la OFC:
  -  Campeón (10): 1983, 1986, 1989, 1991, 1993, 1995, 1999, 2001, 2003, 2005.
  -  Subcampeón (1): 1997.

- Campeonato Sub-16 de la AFC:
  -  Semifinalista (3): 2010, 2014, 2018.

- Campeonato Sub-16 de la AFF:
  -  Campeón (2): 2008, 2016.

## Estadísticas

### Mundial FIFA U-17
| Récord | Récord                                     | Récord                                     | Récord                                     | Récord                                     | Récord                                     | Récord                                     | Récord                                     | Récord                                     |
| Año    | Resultado                                  | Pos.                                       | J                                          | G                                          | E                                          | P                                          | GF                                         | GC                                         |
| ------ | ------------------------------------------ | ------------------------------------------ | ------------------------------------------ | ------------------------------------------ | ------------------------------------------ | ------------------------------------------ | ------------------------------------------ | ------------------------------------------ |
| 1985   | Cuartos de final                           | 5º                                         | 4                                          | 3                                          | 1                                          | 0                                          | 4                                          | 1                                          |
| 1987   | Cuartos de final                           | 6º                                         | 4                                          | 2                                          | 0                                          | 2                                          | 3                                          | 5                                          |
| 1989   | Fase de grupos                             | 14º                                        | 3                                          | 0                                          | 1                                          | 2                                          | 3                                          | 6                                          |
| 1991   | Cuartos de final                           | 7º                                         | 4                                          | 2                                          | 0                                          | 2                                          | 7                                          | 6                                          |
| 1993   | Cuartos de final                           | 6º                                         | 4                                          | 1                                          | 1                                          | 2                                          | 7                                          | 5                                          |
| 1995   | Cuartos de final                           | 6º                                         | 4                                          | 1                                          | 1                                          | 2                                          | 6                                          | 7                                          |
| 1997   | No clasificó                               | No clasificó                               | No clasificó                               | No clasificó                               | No clasificó                               | No clasificó                               | No clasificó                               | No clasificó                               |
| 1999   | Subcampeón                                 | 2º                                         | 6                                          | 4                                          | 0                                          | 2                                          | 7                                          | 5                                          |
| 2001   | Cuartos de final                           | 8º                                         | 4                                          | 2                                          | 0                                          | 2                                          | 6                                          | 6                                          |
| 2003   | Fase de grupos                             | 16º                                        | 3                                          | 0                                          | 0                                          | 3                                          | 1                                          | 6                                          |
| 2005   | Fase de grupos                             | 12º                                        | 3                                          | 1                                          | 0                                          | 2                                          | 2                                          | 5                                          |
| 2007   | No clasificó                               | No clasificó                               | No clasificó                               | No clasificó                               | No clasificó                               | No clasificó                               | No clasificó                               | No clasificó                               |
| 2009   | No clasificó                               | No clasificó                               | No clasificó                               | No clasificó                               | No clasificó                               | No clasificó                               | No clasificó                               | No clasificó                               |
| 2011   | Octavos de final                           | 15º                                        | 4                                          | 1                                          | 1                                          | 2                                          | 3                                          | 7                                          |
| 2013   | No clasificó                               | No clasificó                               | No clasificó                               | No clasificó                               | No clasificó                               | No clasificó                               | No clasificó                               | No clasificó                               |
| 2015   | Octavos de final                           | 16º                                        | 4                                          | 1                                          | 1                                          | 2                                          | 3                                          | 11                                         |
| 2017   | No clasificó                               | No clasificó                               | No clasificó                               | No clasificó                               | No clasificó                               | No clasificó                               | No clasificó                               | No clasificó                               |
| 2019   | Octavos de final                           | 15º                                        | 4                                          | 1                                          | 1                                          | 2                                          | 5                                          | 9                                          |
| 2021   | Cancelado debido a la pandemia de COVID-19 | Cancelado debido a la pandemia de COVID-19 | Cancelado debido a la pandemia de COVID-19 | Cancelado debido a la pandemia de COVID-19 | Cancelado debido a la pandemia de COVID-19 | Cancelado debido a la pandemia de COVID-19 | Cancelado debido a la pandemia de COVID-19 | Cancelado debido a la pandemia de COVID-19 |
| 2023   | No clasificó                               | No clasificó                               | No clasificó                               | No clasificó                               | No clasificó                               | No clasificó                               | No clasificó                               | No clasificó                               |
| Total  | 13/18                                      | 1 Final                                    | 51                                         | 19                                         | 7                                          | 25                                         | 57                                         | 79                                         |

### Campeonato de la OFC U-17
| Récord | Récord     | Récord     | Récord | Récord | Récord | Récord | Récord | Récord |
| Año    | Resultado  | Pos.       | J      | G      | E      | P      | GF     | GC     |
| ------ | ---------- | ---------- | ------ | ------ | ------ | ------ | ------ | ------ |
| 1983   | Campeón    | 1º         | 5      | 5      | 0      | 0      | 22     | 2      |
| 1987   | Campeón    | 1º         | 4      | 3      | 0      | 1      | 10     | 1      |
| 1989   | Campeón    | 1º         | 4      | 4      | 0      | 0      | 35     | 1      |
| 1991   | Campeón    | 1º         | 4      | 3      | 1      | 0      | 15     | 4      |
| 1993   | Campeón    | 1º         | 4      | 4      | 0      | 0      | 12     | 1      |
| 1995   | Campeón    | 1º         | 3      | 3      | 0      | 0      | 11     | 0      |
| 1997   | Subcampeón | 2º         | 5      | 4      | 0      | 1      | 30     | 1      |
| 1999   | Campeón    | 1º         | 7      | 7      | 0      | 0      | 55     | 1      |
| 2001   | Campeón    | 1º         | 6      | 6      | 0      | 0      | 52     | 0      |
| 2003   | Campeón    | 1º         | 7      | 7      | 0      | 0      | 40     | 3      |
| 2005   | Campeón    | 1º         | 5      | 5      | 0      | 0      | 38     | 0      |
| Total  | 11/11      | 10 Títulos | 54     | 51     | 1      | 2      | 320    | 13     |

### Campeonato de la AFC U-16
| Récord | Récord                                     | Récord                                     | Récord                                     | Récord                                     | Récord                                     | Récord                                     | Récord                                     | Récord                                     |
| Año    | Resultado                                  | Pos.                                       | J                                          | G                                          | E                                          | P                                          | GF                                         | GC                                         |
| ------ | ------------------------------------------ | ------------------------------------------ | ------------------------------------------ | ------------------------------------------ | ------------------------------------------ | ------------------------------------------ | ------------------------------------------ | ------------------------------------------ |
| 2006   | No clasificó                               | No clasificó                               | No clasificó                               | No clasificó                               | No clasificó                               | No clasificó                               | No clasificó                               | No clasificó                               |
| 2008   | Cuartos de Final                           | 5º                                         | 4                                          | 3                                          | 0                                          | 1                                          | 13                                         | 5                                          |
| 2010   | Semifinal                                  | 4º                                         | 5                                          | 3                                          | 1                                          | 1                                          | 12                                         | 5                                          |
| 2012   | Cuartos de Final                           | 6º                                         | 4                                          | 2                                          | 1                                          | 1                                          | 5                                          | 6                                          |
| 2014   | Semifinal                                  | 3°/4°                                      | 5                                          | 4                                          | 1                                          | 0                                          | 12                                         | 4                                          |
| 2016   | Fase de grupos                             | 16°                                        | 3                                          | 0                                          | 0                                          | 3                                          | 2                                          | 10                                         |
| 2018   | Semifinal                                  | 4°                                         | 5                                          | 3                                          | 0                                          | 2                                          | 10                                         | 9                                          |
| 2020   | Cancelado debido a la pandemia de COVID-19 | Cancelado debido a la pandemia de COVID-19 | Cancelado debido a la pandemia de COVID-19 | Cancelado debido a la pandemia de COVID-19 | Cancelado debido a la pandemia de COVID-19 | Cancelado debido a la pandemia de COVID-19 | Cancelado debido a la pandemia de COVID-19 | Cancelado debido a la pandemia de COVID-19 |
| 2023   | Cuartos de Final                           | 7°                                         | 4                                          | 2                                          | 0                                          | 2                                          | 8                                          | 8                                          |
| Total  | 6/7                                        | Semifinales                                | 26                                         | 15                                         | 3                                          | 8                                          | 54                                         | 39                                         |

### Campeonato de la ASEAN U-16
| Récord | Récord         | Récord       | Récord       | Récord       | Récord       | Récord       | Récord       | Récord       |
| Año    | Resultado      | Pos.         | J            | G            | E            | P            | GF           | GC           |
| ------ | -------------- | ------------ | ------------ | ------------ | ------------ | ------------ | ------------ | ------------ |
| 2008   | Campeón        | 1º           | 5            | 3            | 2            | 0            | 14           | 4            |
| 2009   | Cancelado      | Cancelado    | Cancelado    | Cancelado    | Cancelado    | Cancelado    | Cancelado    | Cancelado    |
| 2010   | No participó   | No participó | No participó | No participó | No participó | No participó | No participó | No participó |
| 2011   | No participó   | No participó | No participó | No participó | No participó | No participó | No participó | No participó |
| 2012   | Finalista      | 2º           | 4            | 2            | 1            | 1            | 9            | 8            |
| 2013   | 3º Lugar       | 3º           | 6            | 4            | 2            | 0            | 30           | 2            |
| 2014   | Cancelado      | Cancelado    | Cancelado    | Cancelado    | Cancelado    | Cancelado    | Cancelado    | Cancelado    |
| 2015   | 3º Lugar       | 3º           | 6            | 5            | 0            | 1            | 36           | 9            |
| 2016   | Campeón        | 1º           | 7            | 3            | 3            | 1            | 27           | 13           |
| 2017   | 3º Lugar       | 3º           | 7            | 5            | 0            | 2            | 27           | 10           |
| 2018   | No participó   | No participó | No participó | No participó | No participó | No participó | No participó | No participó |
| 2019   | Fase de grupos | 6º           | 5            | 3            | 1            | 1            | 11           | 5            |
| Total  | 7/10           | 1 Título     | 40           | 25           | 9            | 6            | 154          | 51           |

## Jugadores

### Última convocatoria
Los siguientes 24 jugadores fueron convocados para la clasificación de la Copa Asiática Sub-17 2023 del 5 al 9 de octubre.
| No. | Pos. | Jugador           | Fecha de nacimiento (edad) | Apa. | Goles | Club                     |
| --- | ---- | ----------------- | -------------------------- | ---- | ----- | ------------------------ |
| 1   | POR  | Anthony Pavlesic  |                            | 3    | 0     | Central Coast Mariners   |
| 12  | POR  | Michael Vonja     |                            | 0    | 0     | Western United           |
| 18  | POR  | Gus Hoefsloot     |                            | 1    | 0     | Sydney FC                |
|     |      |                   |                            |      |       |                          |
| 2   | DEF  | Peter Antoniou    |                            | 5    | 2     | Melbourne City           |
| 3   | DEF  | Sotiri Phillis    |                            | 2    | 0     | Adelaide United          |
| 4   | DEF  | Adriano Lebib     |                            | 4    | 3     | Perth Glory              |
| 5   | DEF  | Xavier Smith      |                            | 1    | 0     | Crewe Alexandra          |
| 6   | DEF  | Ryan Kalms        |                            | 0    | 0     | Melbourne City           |
| 13  | DEF  | Jacob McLachlan   |                            | 1    | 0     | Sydney FC                |
| 14  | DEF  | Andre Parkes      |                            | 2    | 1     | Central Coast Mariners   |
| 15  | DEF  | Zachary De Jesus  |                            | 4    | 0     | Sydney United 58         |
| 22  | DEF  | Lucas Herrington  |                            | 0    | 0     | Brisbane Roar            |
|     |      |                   |                            |      |       |                          |
| 7   | MED  | Tiago Quintal     |                            | 5    | 4     | Sydney FC                |
| 8   | MED  | Corey Sutherland  |                            | 1    | 0     | Perth Glory              |
| 10  | MED  | Miguel Di Pizio   |                            | 5    | 4     | Central Coast Mariners   |
| 16  | MED  | Jaylan Pearman    |                            | 5    | 1     | Perth Glory              |
| 21  | MED  | Fabian Talladira  |                            | 2    | 0     | Adelaide United          |
| 23  | MED  | Ben Dunbar        |                            | 3    | 0     | Central Coast Mariners   |
|     | MED  | Lachlan Middleton |                            | 1    | 0     | Sydney FC                |
|     |      |                   |                            |      |       |                          |
| 9   | DEL  | Max Hately        |                            | 3    | 5     | Western Sydney Wanderers |
| 11  | DEL  | Ayman Gulasi      |                            | 3    | 2     | Macarthur FC             |
| 17  | DEL  | Nestory Irankunda |                            | 2    | 6     | Adelaide United          |
| 19  | DEL  | Mitchell Glasson  |                            | 2    | 5     | Sydney FC                |
| 20  | DEL  | Campbell Dovison  |                            | 2    | 2     | Central Coast Mariners   |